# Cryptographis taenialis
Cryptographis taenialis là một loài bướm đêm trong họ Crambidae.